# بشار إسماعيل
بشار إسماعيل (12 فبراير 1955 -)، ممثل سوري. من مواليد عين العرب وأصوله من القرداحة في اللاذقية، وله الكثير من المشاركات في الأعمال الدرامية والكوميدية السورية.

## حياته
التحق بالجيش في الثمانينيات ثم تركه ليدرس في المعهد العالي للفنون المسرحية، وفي البداية شارك في برنامج كاميرا خفية.
في ديسمبر 2024، بعد سقوط نظام بشار الأسد، أجرى بشار إسماعيل لقاء مع قناة الحرة، حكى فيه عن حياته وعائلته، وذكر أن جده علي أسعد إسماعيل، كان أغا (كبير) القرداحة وتوابعها، وكان نائبًا في الكتلة الوطنية. ووالده (مواليد 1914)، تخرج من كلية الحقوق وعمل كمحامي جنايات وجمعته علاقة بالرئيس أديب الشيشكلي، وقال أن والده كان يتنقل كثيرًا بين المدن بسبب الوظيفة، وكان يشغل منصب مدير ناحية عين العرب عندما ولد، كما ولد أشقائه التسعة في مناطق مختلفة كإزرع والقنيطرة وصلخد وحماة، وذكر بشار أن آخر منصب تولاه والده كان قائم مقام القنيطرة. تحدث أيضًا في اللقاء عن عمه وفيق إسماعيل، الذي قال أنه مؤسس وحدات المغاوير في الجيش السوري بأمر من حافظ الأسد، واعتقل في عام 1974، في ذلك الوقت كان يعمل لدى الجامعة العربية في إيران، حيث اعتقل عند عودته إلى سوريا ووصوله إلى مطار المزة العسكري ووجهت له تهمة التآمر مع العراق لقلب نظام الحكم في سوريا. وأنه أطلق سراحه بعد مناشدة وجهاء اللاذقية والقرداحة، ثم سافر إلى ألمانيا.

## أعمال

### مسرحياته
- رومولوس العظيم
- كل شيء في الحديقة
- مغامرة رأس المملوك جابر

### أفلامه
- جمال عبد الناصر
- الشمس في يوم غائم

### مسلسلاته
- السنونو
- الكاميرا الخفية
- كان ياماكان
- حكايا من ظرفاء ولكن
- مرايا 2006
- حد السيف
- المغنون
- لك ياشام
- حمام القيشاني
- غضب الصحراء
- سلسلة مرايا
- مرايا 97
- حكايا
- مرايا 99
- الثريا
- الموت القادم إلى الشرق دور حجر البكري - أبا موسى
- مسلسل ومضات من تاريخنا
- باب المقام
- مرايا 2006
- صراع الزمن بدور سليم
- مع وقف التنفيذ 2022

## روابط خارجية
- بشار إسماعيل على موقع قاعدة بيانات الأفلام العربية